# Црква Светих апостола Петра и Павла у Сирогојну
Црква Светих апостола Петра и Павла у Сирогојну, насељеном месту на територији општине Чајетина, припада Епархији жичкој Српске православне цркве. Заједно са Музејом на отвореном „Старо село“ представља непокретно културно добро као споменик културе од изузетног значаја.

## Историјат
Цркву посвећену Светим апостолима Петру и Павлу подигао је 1764. године протојереј Георгије Цмиљанић, родом из Љубиша, родоначелник чувене свештеничке лозе Смиљанића, уз помоћ и прилоге парохијана. Исте године настао је и иконостас, дело зографа Симеона Лазовића из Бијелог Поља, његов први до сада познати и потписани рад. Зограф је оставио свој потпис и годину 1764. на јужном крилу царских двери, уз представу Богородице из Благовести. Иконостас је настао у две, временски одељене фазе рада. Прва скупина икона доње зоне, урађена је, како се претпоставља за освећење новоподигнуте цркве 1764. године, а затим, после паузе од неколико година, током осме деценије насликане су и остале иконе горњих зона, чиме је уобличена целина Лазовићевог иконостаса. 
Иако је цркву у Сирогојну посетио 1826. године Јоаким Вујић и оставио податак да је ову цркву 1821. године саградио сердар Јован Мићић, преписавши и ктиторски натпис који је, наводно, видео на западом зиду, постоје материјални доказ који доводи у питање такав податак. До данашњих дана сачувана легенда да је храм подигао војвода Михајло Радовић. Једини траг присуства сердара Мићића у цркви у Сирогојну је гвоздено клепетало, које је 1823. године цркви даривала сердарева жена Вукосава, о чему сведочи натпис урезан на унутрашњој страни лучно савијеног клепетала. Клепетало је коришћено је за оглашавање молитве и службе Божје у данима око Ускрса, када се не користе звона, све до 2013. године, када је украдено испред цркве, са дрвета липе на коме је стајало готово два века.
На Видовдан 1922. постављене су четири спомен плоче ратницима из 1912-18.

### Основни подаци о ктиторима
Најстарији извор, који битно одређује историју цркве у Сирогојну, је ктиторски натпис исписан на надверју са представом "Недремано око" на иконостасу у цркви. Натпис, који се састоји из два дела, текста на левој и десној страни лука, садржи податке о настанку цркве, ктитору „кир Георгију”- што је била титула којом су се ословљавали најимућнији међу господом, епископи и најугледнији свештеници, као и породицама из околних села, које су помогле изградњу цркве. Ктитор цркве протојереј Георгије Цмиљанић сахрањен је на Смиљанском гробљу у Љубишу. где си и данас налази његов крстообразни надгробни споменик од изванредно обрађеног студеничког мермера.

## Архитектура

### Првобитан изглед
По подизању црква је била скромна сеоска црква, зидана ломљеним и притесаним каменом, малтерисана и кречена у бело и споља и изнутра. Мали, узани прозорски отвори и фриз слепих аркадица под кровним венцем били су једини украс на фасадама скромног сеоског храма. На чеоној страни постојао је дрвени трем који су носили профилисани стубови, међусобно повезани хоризонталним гредама у чије жлебове су били унизани редови дрвених дашчица-шашоваца, које су служиле као ограде у доњем и горњем делу трема, остављајући тако средишњи део отвореним на све три стране. 
Стрме дрвене степенице водиле су из приземља у простор над дрвеном таваницом трема, под високим кровом, осветељен оскудном светлошћу, која је допирала из наоса цркве кроз округли отвор пробијен у западном зиду, високо изнад улаза у храм. Овим степеницама и данас се стиже из приземља на спрат звоника. Читаво здање зиданог храма и дрвеног трема, попут старих планинских кућа брвнара, било је наткриљено великом капом високог дрвеног крова, дубоке стрехе нешто блажег нагиба која је штитила зидове цркве и трема од падавина. 
Југозападно у порти, налазила се „џера”, мали дрвени објекат грађен боровим талпама, са једном просторијом и дубоким тремом, са малим прозорима и великим капцима, покривен шиндром, који је служио за повремени смештај свештеника. На јужној и западној страни црквене порте биле су постављене софре, заправо клупе, отворене родовске трпезе које су се користиле о празницима, када се у цркву долазило на богослужење и причешће, али су оне порушене и уклоњене шездесетих година 20. века. Ова првобитна црквена грађевина обновљена је крајем 19. века.

### Данашњи изглед
Црква Светих апостола Петра и Павла у Сирогојну у основи је једнобродна подужна грађевина, без куполе, са олтарском апсидом изнутра полукружном, а споља петостраном. Црква је засведена подужно постављеним полуобличастим сводом, а олтарска апсида полукалотом. Олтарски простор је осветљен једним прозорским отвором. Црква је зидана од природно ломљеног или притесаног камена у кречном малтеру, док је обрада зидова у унутрашњости, као и обликовање архитектонских декоративних елемената, отвора и углова, изведено правилним тесаницима сиге. 
На западној страни, уместо првобитног дрвеног трема, крајем 19. века призидан је масивни звоник, без украса, изграђен од нешто крупнијег, обрађеног камена слаганог у редове, који у основи формира правоугаону просторију и није потпуно одвојена од наоса, јер је приликом доградње звоника западни зид цркве у средишњем делу уклоњен, а некадашњи улаз знатно проширен.  На западној страни звоника, у висини првог спрата, издубљене су у малтеру две плитке, лучо засведене нише у којима су постављене сликане представе патрона храма апостола Петра и Павла. 
Црква је покривена двоводним кровом, благог нагиба за планинске услове, који је покривен бибер црепом. Звоник је покривен стрмим четвороводим кровом који је пресвучен бакарним лимом и на врху украшен крстом. Сви прозорски отвори на цркви и звонику, главни портал и мала северна врата-додата приликом обнове крајем 19. века, лучно су пресведени.
Посебну вредност цркве у Сирогојну чине иконе на иконостасу и на зидовима храма, које су дело Симеона Лазовића. Због литургијских потреба на иконостасу су остављена само два улаза у олтарски простор: централни са царским дверима и северни са иконом архистратига Михаила на вратима. Над царским дверима постављено је надверје са представом Недремано око, а над северним пролазом друго сачувано надверје са представом Христа као свештеника. Оригинално Распеће није сачувано. 

## Занимљивости
Једна од занимљивости везаних за сирогоњску цркву јесте и устаљен обичај да верници, током службе, држе у рукама већи број свећа, дозвољавајући да восак слободно капље по црквеном поду. Пре конзерваторско-рестаураторских радова, који су изведени 1990. године, дрвени под је, из наведеног разлога, био потпуно прекривен дебелим слојем воска и парафина по коме се тешко ходало.